# Ruy-Montceau
Ruy-Montceau es una comuna francesa situada en el departamento de Isère, en la región de Auvernia-Ródano-Alpes.

## Demografía
| 1763 | 1849 | 2184 | 2619 | 3143 | 3762 | 4282 | 4717 |
| Para los censos de 1962 a 1999 la población legal corresponde a la población sin duplicidades (Fuente: INSEE [Consultar]) |      |      |      |      |      |      |      |